# OKR
OKR - Objetivos e resultados chave (em inglês, Objectives and key results) é um sistema para definição e rastreamento de objetivos e seus resultados.

## Geral
O desenvolvimento do OKR é geralmente atribuído ao Andrew Grove, considerado o "Pai dos OKRs" que apresentou o sistema à Intel, como documentado em seu livro High Output Management.
O sistema de Grove é simples, mas eficiente, é explicado por John Doer: "O resultado chave tem que ser mensurável, então no fim, você pode olhar sem dúvidas: Eu realizei ou não? Sim? Não? Simples. Sem julgamentos".
OKRs compreendem um objetivo - uma meta clara definida - e um ou mais resultados chaves - medidas específicas usadas para mensurar o cumprimento daquela meta. O objetivo do OKR é definir como atingir os objetivos através de ações concretas, específicas e mensuráveis.
Os Objetivos são o ponto de inspiração e os resultados que se quer alcançar a longo prazo, num horizonte distante. São descrições qualitativas do que se deseja atingir, devem ser curtos, claros, e inspiradores, e devem motivar as equipes. Os objetivos devem trabalhar com cadências, não tendo um padrão de tempo para serem atingidos, mas em sua maioria, OKR's de sucesso trabalham com medidas anuais e trimestrais. Ao se desenvolver os Objetivos, existem alguns pontos de atenção e dicas que, se respeitados, permitem o desenvolvimento das metas de acordo com o sistema OKR, são eles:
- Definir Objetivos claros e de fácil memorização, além de sucinto. A leitura deve ser rápida, garantindo ao leitor que grave praticamente instantaneamente.
- Os Objetivos podem e devem se adaptar a fim de se adequarem à cultura da empresa e seus funcionários. Gírias e piadas internas são bem-vindas.

Já os Resultados chaves são direcionados por métricas que podem ser mensurados em uma escala 0-100% ou em unidades numéricas, em outras palavras, os Resultados chave são as etapas e os alvos que se alcançados terão concluído o Objetivo principal definido pela empresa. Sendo assim, os Objetivos devem ser suportados por iniciativas - Resultados chave - , que são os planos e atividades que ajudam no cumprimento deste.
Ao se definir as KR's (Resultados chave) devem ser levados em conta dois pontos de atenção:
- Um Objetivo bem estruturado tem de 3 a 5 KR's, mais do que isso pode atrapalhar o foco e o progresso.
- Cada KR deve ser desafiadora de ser cumprida, se a sua realização for algo sem riscos e garantido, ela não estará cumprindo seu papel.

Além disso, a análise dos Resultados chave deve ser qualitativa e quantitativa, para que não sejam pressionadas demais por resultados e percam sua qualidade no caminho. Ou seja, o número de atividades realizadas deve ser comparada com o nível de qualidade de cada uma, o intuito não deve ser apenas o cumprimento, mas a excelência na realização de cada tarefa. 

## História
Durante a década de 1960, um psicólogo, Edwin Locke desenvolveu a Teoria da determinação de metas com objetivo em explicar a necessidade em trabalhar em direção a uma meta como fonte de motivação no trabalho.  
Estudos-chave usaram como base o estudo de Locke para desenvolver teorias e conceitos ligados ao estabelecimento de metas e objetivos para aumento de desempenho. Um estudo feito por Locke e Latham conhecido como a teoria do "Goal Setting" concluiu que metas específicas ou mais difíceis resultam os níveis mais altos de esforço e um desempenho melhor.
Em 1975, John Doerr, na época um vendedor trabalhando para a Intel, frequentou um curso na Intel ministrado por Andy Grove onde ele foi introduzido à teoria dos OKRs, e nomeou “iMBOs” (“Intel Management by Objectives” em inglês ou “Gerenciamento Intel por Objetivos” em português). Doerr criou o termo “OKR” a partir das lições de Grove.
Em 1999, Doerr, que na época trabalhava para a Kleiner Perkins—uma empresa de capital de risco, introduziu a ideia dos OKRs para uma start-up que a Kleiner Perkins havia investido chamada Google. A ideia foi absorvida rapidamente e logo se tornou central para a cultura da Google como a “metodologia de gerenciamento que ajuda a garantir que a empresa foque esforços nos mesmos problemas importantes ao longo da empresa inteira”. Doerr também publicou um livro sobre a estrutura dos OKRs intitulado “Measure What Matters” (“Meça o que importa” em português) em 2017.
Larry Page, o CEO da Alphabet e co-fundador da Google, deu crédito aos OKRs no prefácio do livro de Doerr: “OKRs nos ajudaram a crescer 10x, várias vezes. Nos ajudaram a tornar nossa missão loucamente ousada de ‘organizar a informação do mundo’ talvez até alcançável. Mantiveram a mim e ao resto da empresa pontual e focada quando era mais necessário”.
Desde que se tornou popular na Google, os OKRs foram úteis para várias outras start-ups de tecnologia similares  incluindo LinkedIn, Twitter, Gett e Uber.
Os OKRs podem ser compartilhadas ao longo da empresa com a intenção de prover aos times a visibilidade dos objetivos com a intenção de alinhar e focar os esforços. Os OKRs são tipicamente aplicados nos níveis de empresa, time e pessoal, mesmo isso sendo motivo de crítica por isso talvez causar o efeito de “waterfall approach”, o qual, em muitas maneiras, é o contrário do que os OKRs tentam ser.
Os OKRs se sobrepõe com outras estruturas de gerenciamento de performance, em termos de complexidade, estando algum lugar entre KPI e o “Balanced Scorecard” (BSC).

## Aplicação
Ao final dos anos 90 Doerr fez uma apresentação sobre OKR para os fundadores do Google, Larry e Sergey, estavam dispostos a revolucionar o mundo, estimavam um lucro de 10 bilhões de dólares, visto que apenas grandes empresas como Microsoft , IBM e Intel tinham essa capacidade e um valor de mercado equivalente a 100 bilhões de dólares.
A ideia dos OKRs se encaixa perfeitamente com os objetivos e necessidades da empresa. O modelo de negócios no Google foi guiado por metas plajenadas por OKRs trimestrais em que os colaboradores e os times estabelecem suas próprias metas e todos podem ver de forma transparente na intranet da empresa, assim todos podem trabalhar por um objetivo maior.
Atualmente os OKRs são como pilares para o Google, incluindo as plataformas com mais de um bilhão de usuários: Search, Chrome, Android, Maps, YouTube, Google Play e Gmail. 
Além do Google, grandes empresas também utilizam OKR como ferramenta de gestão empresarial para definir e acompanhar os objetivos e resultados: AOL, Dropbox, Linkedin, Oracle, Slack, Spotify e Twitter. 

## Benefícios
| Benefícios         | Descrição                                                                                            |
| ------------------ | --- |
| Alinhamento        | A empresa cria seus OKRs com base na sua missão e visão. Todos podem ter acesso aos OKRs da empresa. |
| Motivação          | Metas difíceis aumentam o desempenho dos funcionários e quando atingidas aumentam a motivação.       |
| Foco e Disciplina  | Forçam a empresa a focar nas principais atividades e resultados desejados em um determinado período. |
| Maiores resultados | Planejamento e execução estratégica com foco em objetivos do negócio.                                |